# Homoneura pictipennis
Homoneura pictipennis är en tvåvingeart som beskrevs av Leander Czerny 1932. Homoneura pictipennis ingår i släktet Homoneura och familjen lövflugor. Inga underarter finns listade i Catalogue of Life.